# 加美正覚寺
加美正覚寺（かみしょうがくじ）は、大阪府大阪市平野区にある町名。現行行政地名は加美正覚寺一丁目から加美正覚寺四丁目。

## 地理
平野区の北部に位置し、東に加美東、西と南西に平野北、南に加美西、北に加美北と接している。

### 河川
- 平野川

## 歴史

### 沿革
- 1974年（昭和49年）、大阪市東住吉区加美正覚寺町・平野市町・加美諏訪山町1 - 5丁目・加美神明町1 - 5丁目・加美絹木町1 - 5丁目・加美細田町1 - 6丁目の各一部より、平野区加美正覚寺1 - 4丁目成立[5]。
- 1982年（昭和57年）、加美正覚寺町の残余と平野市町1 - 3丁目の一部を編入[6]。

## 世帯数と人口
2024年（令和6年）9月30日現在（大阪市発表）の世帯数と人口は以下の通りである。
| 丁目             | 世帯数    | 人口    |
| ---------------- | --------- | ------- |
| 加美正覚寺一丁目 | 1,252世帯 | 2,249人 |
| 加美正覚寺二丁目 | 477世帯   | 903人   |
| 加美正覚寺三丁目 | 1,022世帯 | 2,110人 |
| 加美正覚寺四丁目 | 385世帯   | 733人   |
| 計               | 3,136世帯 | 5,995人 |

### 人口の変遷
国勢調査による人口の推移。
| 1995年（平成7年）  | 5,048人 | [ 7 ]  |  |
| 2000年（平成12年） | 5,071人 | [ 8 ]  |  |
| 2005年（平成17年） | 5,570人 | [ 9 ]  |  |
| 2010年（平成22年） | 5,479人 | [ 10 ] |  |
| 2015年（平成27年） | 5,824人 | [ 11 ] |  |
| 2020年（令和2年）  | 6,056人 | [ 12 ] |  |

### 世帯数の変遷
国勢調査による世帯数の推移。
| 1995年（平成7年）  | 1,993世帯 | [ 7 ]  |  |
| 2000年（平成12年） | 1,969世帯 | [ 8 ]  |  |
| 2005年（平成17年） | 2,272世帯 | [ 9 ]  |  |
| 2010年（平成22年） | 2,309世帯 | [ 10 ] |  |
| 2015年（平成27年） | 2,550世帯 | [ 11 ] |  |
| 2020年（令和2年）  | 2,850世帯 | [ 12 ] |  |

## 学区
市立小・中学校に通う場合、学区は以下の通りとなる。なお、小学校・中学校入学時に学校選択制度を導入しており、通学区域以外に通学区域に隣接している小学校・平野区内にある中学校から選択することも可能。
| 丁目             | 番 | 小学校             | 中学校               |
| ---------------- | --- | ------------------ | -------------------- |
| 加美正覚寺一丁目 | 1番25～28号 21番1・22・24号（各一部） 21番16～21・23号 22番1～3・8～32号 22番4号（一部） 23番 24番1～4・18～23号 24番5・17 号（各一部） 25番1～5・20～28号 | 大阪市立平野小学校 | 大阪市立平野北中学校 |
| 加美正覚寺一丁目 | 1番1～24号 1番29～50号 2～20番 21番1・22・24号（各一部） 21番2～15・25～26号 22番4号（一部） 22番5～7号 24番5・17 号（各一部） 24番6～16号 25番6～19号     | 大阪市立加美小学校 | 大阪市立加美中学校   |
| 加美正覚寺二丁目 | 全域 | 大阪市立加美小学校 | 大阪市立加美中学校   |
| 加美正覚寺三丁目 | 全域 | 大阪市立加美小学校 | 大阪市立加美中学校   |
| 加美正覚寺四丁目 | 全域 | 大阪市立加美小学校 | 大阪市立加美中学校   |

## 事業所
2021年（令和3年）現在の経済センサス調査による事業所数と従業員数は以下の通りである。
| 丁目             | 事業所数  | 従業員数 |
| ---------------- | --------- | -------- |
| 加美正覚寺一丁目 | 83事業所  | 465人    |
| 加美正覚寺二丁目 | 42事業所  | 222人    |
| 加美正覚寺三丁目 | 34事業所  | 346人    |
| 加美正覚寺四丁目 | 46事業所  | 513人    |
| 計               | 205事業所 | 1,546人  |

## 交通

### バス
2020年4月現在
- 大阪シティバス[16]
  - 19号系統：加美小学校前
  - 30号系統：加美小学校前 - 加美正覚寺二丁目 - 加美正覚寺 - 加美正覚寺住宅前
- 近鉄バス[17]
  - 41番加美線：加美正覚寺 → 加美正覚寺二丁目 → 加美小学校前

## 施設
- 大阪市立加美中学校
- 大阪市立加美小学校
- 平野加美正覚寺郵便局[18]
- 成等山正覺寺
- 成等山（正覺寺）東之坊
- 旭神社
- 平野消防署加美正覚寺出張所
- 正覚寺中公園

## その他

### 日本郵便
- 〒547-0006[3]（集配局：平野郵便局[19]）